# Iraida Noriega
Iraida Noriega (Ciudad de México, 16 de agosto de 1971) es una cantante, compositora y locutora de radio mexicana considerada actualmente la exponente del jazz nacional con la trayectoria más sólida y constante. 

## Biografía
Nació en 1971 en la Ciudad de México, y es hija del músico y letrista Freddy Noriega, y de Esperanza, una mujer cubana salerosa y amante de las artes.
En 1990 viaja a la ciudad de Nueva York a estudiar en The City College donde conoce a profesores como Sheila Jordan, Mimi Daitz y Bob Norton, y a compañeros como Goussy Celestin (gran pianista y cantante Neoyorkina) y Theo Bleckmann (cantante alemán), que marcan su inclinación hacia la música. Allá fue invitada también por el saxofonista Rolando Briseño a formar parte de su ensamble de latin jazz. 
En 1993 regresa a la Ciudad de México y es entonces que el músico Roberto Aymes le invita a participar en su ensamble de jazz. A partir de entonces el panorama de la música nacional y el jazz se volvieron parte de su vida permitiéndole trabajar con grandes músicos como: Agustín Bernal, Aarón Cruz, Enrique Nery, Tony Cárdenas, Magos Herrera, Eugenia León, Hebe Rossell, Nicolas Santella, Hernán Hecht, Gustavo Nandayapa, Diego Maroto, Fernando Toussaint, Alex Otaola, José Fors, entre otros.
Desde entonces también ha realizado conciertos internacionales en las ciudades de Los Ángeles, Boston, New York, Houston, Bogotá y Madrid, así como en diversos foros de México como el Palacio de Bellas Artes, el Teatro Metropolitán, la Sala Nezahualcóyotl, el Centro Nacional de las Artes, el Lunario, e infinidad de festivales culturales y clubs de jazz. 
Entre 2000 y 2001 incursiona en el doblaje musical bajo la dirección de Oliver Magaña en el estudio Intertrack interpretando canciones para distintos animes.
Iraida ha grabado más de 10 discos en sesiones de estudio y en directo. El primero de ellos vio la luz en 1994, pero su primer disco como solista fue EFECTO MARIPOSA (Pentagrama, 2000) que contiene una serie de canciones de jazz con arreglos de la propia cantante.  En 2012 sacó al mercado el disco de jazz folk CARACOLITO que fue elegido como uno de los mejores diez discos del jazz en América Latina por iTunes. En 2013 Iraida y el guitarrista Alex Otaola editan el primer disco en formato App para descargas llamado INFINITO.
En 2014 Iraida encabeza el proyecto (en directo y discográfico) "Nueva Estación", grabado con un trío de jazz y que contiene arreglos excepcionales de canciones del ámbito del pop como Sorry Seems to be the Hardest Word (Elton John), Hijo de la Luna (Nacho Cano),  Sweet Dreams (Eurythmics), entre otros.
También en este año saca al mercado el CD llamado IRAIDA NORIEGA Y GROOVY BAND, agrupación que está formada por Aarón Cruz, Carlos Sustaita, Juan Jo López, Jorge Servín, Erik El Niño y Citlali Toledo, y que es una colección de canciones con sonidos del groove y soul, rap y poesía hablada.
Como productora resalta el trabajo realizado para el disco de Paulina Fuentes, Andrés Torann e Irene Albarrán.
Actualmente Iraida realiza conciertos en foros nacionales e internacionales, a la par que conduce su programa de radio Efectos Mariposa donde el jazz y las músicas de fusión son el eje por Horizonte Radio 107.9 fm.

## Discografía
- CANCIONES DE AGUA Y DESIERTO (Fonarte Latino 2022)
- DESAPEGO con Andrés Torann (Fonarte Latino 2022)
- INMENSA MANADA (Fonarte Latino 2021)
- LUMINOSA con Abraham Barrera y Lore Aquino (Fonarte Latino 2019)
- CANCIONCITAS con Leika Mochán (Fonarte Latino 2018)
- PARA LUEGO ES TARDE (Fonarte Latino 2017)
- AS ONE con Ken Bichel(Fonarte Latino 2016)
- Lij Trio (Fonarte Latino 2015)
- GROOVY BAND (Fonarte Latino, 2014)
- NUEVA ESTACION (Versión Digital Únicamente, 2014)
- mINFINITO APP con Alex Otaola (2012)
- CARACOLITO (Fonarte Latino, 2012)
- VEN CONMIGO (Judy, 2009)
- QUIEN ERES TU con Enrique Neri y Aarón Cruz (Sala de Audio, 2008)
- ASI ERA ENTONCES AHORA con la Zinco Big Band (Judy, 2006)
- SOLILUNA con Magos Herrera (JM Distribuidores, 2006)
- VIAJE DE MAR (JM Distribuidores, 2003)
- EFECTO MARIPOSA (Pentagrama, 2000)

### Colaboraciones
- RASTRILLOS “Homenaje a Rockdrigo”
- FERNANDO TOUSSAINT “La Inmensa Minoría”
- HEBE ROSSELL “Para Ser Otra”
- HOMENAJE A FITO PAEZ
- MEXICAN DIVAS vol. 2 y 3
- ALAIN DERBEZ Y SONORA ONOZON "Ya Son Horas" y “Las Cosas Por Algo Son”
- LA TERCERA RAIZ compilatorio Susana Harp
- ORLOK EL VAMPIRO de Jose Fors
- DESAPEGO Andrés Torann "Playa Imaginaria"
- PUNTO DE PARTIDA Amanda Tovalin
- ALAS PARA UN CANTO LIBRE  "Homenaje a Judith Reyes"

### Doblaje
- New Dr. Slump - Ending (2001)
- Cardcaptor Sakura: la película 2, la carta sellada - Tema "Yo volaré" (2001)
- La sección de Kero - Tema "Soy feliz al comer" (2001)
- Cybercat Kurochan - Opening (2000)
- Patlabor - Opening 1 y 2 (2000)

## Premios y nominaciones
| 2014 | Infinito | LosImas | Disco Alternativo | Ganadora (al lado de Alex Otaola) |
| ---- | -------- | ------- | ----------------- | --------------------------------- |